# Horia Creangă

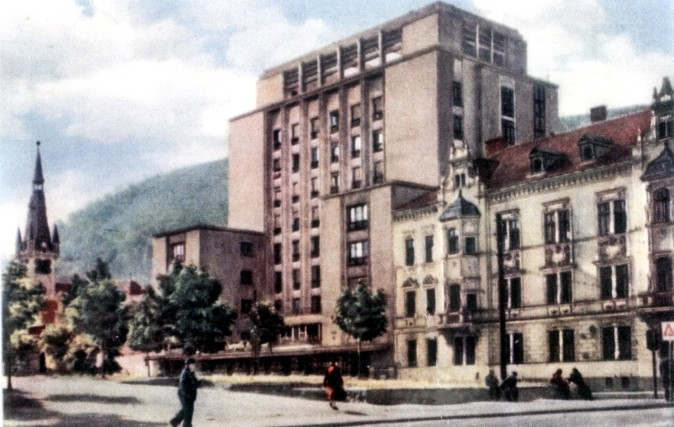
Palacio ARO (1937-1939), Brașov

Horia Creangă (Bucarest, 20 de julio de 1892-Viena, 1 de agosto de 1943) fue un arquitecto racionalista rumano. 

## Trayectoria
Nació en Bucarest en 1892, nieto del famoso escritor Ion Creangă. Estudió en la Escuela de Arquitectura de Bucarest (1913-1919) y en la École des Beaux-Arts de París, donde se tituló en 1925. De vuelta a su país fue contratado por el Ministerio de Obras Públicas, a la vez que atendía encargos privados, realizados generalmente en colaboración con su hermano, Ion Creangă, y su esposa, Lucia Dumbraveanu. Sus primeras obras, sobre todo villas, seguían el estilo tradicional académico, con cierta influencia del art déco.
A finales de los años 1920 evolucionó hacia el racionalismo de moda en Europa. En 1931 construyó el edificio de la compañía de seguros ARO en Bucarest, el primer edificio moderno de la capital rumana. A este le siguieron: la villa Thomas (1932), la villa Bunescu (1932), la villa Cantacuzino (1934) y el edificio Ottulescu (1934-1935), todos en Bucarest.
Entre 1935 y 1939 proyectó diversos edificios para el industrial Nicolae Malaxa, como una fábrica metalúrgica y un edificio de viviendas en el boulevard Balcescu, en Bucarest.
En 1936 fue nombrado director del Departamento de urbanismo de Bucarest, cargo desde el que se encargó de la construcción del mercado de Obor (1937), las viviendas sociales de Șoseaua Iancului (1937) y los pabellones expositivos del parque Herastrau (1937). También en 1937 proyectó el Palacio de la Cultura de Cernăuți (finalizado en 1940), así como el Palacio ARO en Brașov (en colaboración con Haralamb Georgescu), terminado en 1939.